# Lagún
Lagún är en ort i Curaçao. Den ligger i den nordvästra delen av landet, 30 km nordväst om huvudstaden Willemstad. Antalet invånare är 321.    